# Спартак
Спарта́к (лат. Spartacus, греч. Σπάρτακος; погиб в апреле 71 года до н. э. на реке Силари, Апулия) — руководитель восстания рабов и гладиаторов в Италии в 73—71 годах до н. э. Был фракийцем, при неясных обстоятельствах стал рабом, а позже — гладиатором. В 73 году до н. э. вместе с 70 сторонниками бежал из гладиаторской школы в Капуе, укрылся на Везувии и разбил высланный против него отряд. В дальнейшем смог создать сильную и относительно дисциплинированную армию из рабов и италийской бедноты и нанести римлянам ряд серьёзных поражений. В 72 году до н. э. он разбил обоих консулов, его армия выросла, по разным сведениям, до 70 или даже до 120 тысяч человек. С боями Спартак дошёл до северных границ Италии, по-видимому, предполагая перейти Альпы, но потом повернул обратно.
Римский сенат назначил командующим в войне Марка Лициния Красса, который смог повысить боеспособность правительственной армии. Спартак отступил в Бруттий, откуда планировал переправиться в Сицилию, но не смог преодолеть Мессинский пролив. Красс отрезал его от остальной Италии рвом и укреплениями; восставшие смогли прорваться и одержать победу в ещё одном сражении. Наконец, в апреле 71 года до н. э., когда ресурсы были исчерпаны, а в Италии появились ещё две римские армии, Спартак вступил в последнюю битву на реке Силар. Он погиб в бою, повстанцы были перебиты.
Личность Спартака с XIX века очень популярна: вождь восстания является главным героем ряда известных книг, художественных фильмов и других произведений искусства. Высокую оценку Спартаку дал Карл Маркс, и в дальнейшем эта оценка получила распространение в марксистской историографии. Спартак стал символом коммунистического движения. Многие исследователи отмечают связь восстания как со стихийной борьбой против рабовладения, так и с гражданскими войнами, развернувшимися в Риме в I веке до н. э.

## До восстания
О жизни Спартака до того момента, когда он возглавил восстание в Италии, сохранилась крайне скудная информация, которая восходит, предположительно, к Саллюстию и Титу Ливию. Все источники называют Спартака фракийцем; в пользу этого говорит его имя (Spartakos или Spartacus), означающее «славный своим копьём» и локализуемое исследователями в Западной Фракии. Конрат Циглер обратил внимание на слова Плутарха о том, что Спартак принадлежал к племени «кочевников» (nomadikon), и предположил, что кто-то из средневековых переписчиков допустил ошибку: в изначальном тексте должно было быть medikon, то есть речь идёт о племени медов, жившем на среднем течении реки Стримон. Мнение Циглера стало общепринятым.

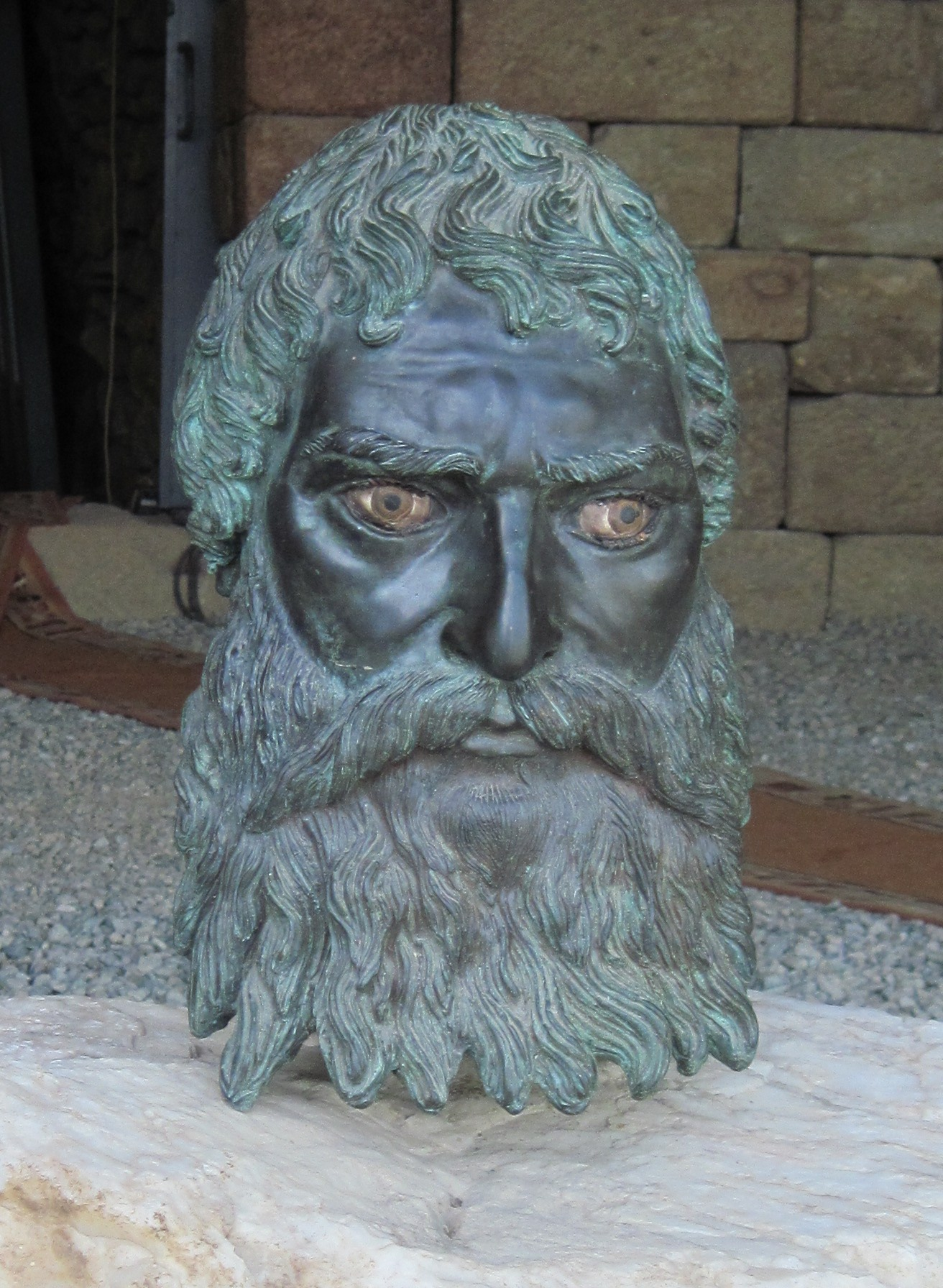
Фракийский царь Севт III. Реплика древнего бронзового изображения

Александр Мишулин связывает имя Спартак с фракийскими топонимами Спартол и Спартакос, а также с персонажами эллинской мифологии спартами; это гиганты, которые выросли из зубов дракона, убитого Кадмом, и стали прародителями фиванской аристократии. Теодор Моммзен счёл возможной связь с царями Боспора из династии Спартокидов, правившей в 438—109 годах до н. э., и увидел в этом доказательство того, что Спартак принадлежал к знатному роду. Другие учёные находят похожие имена у представителей правящей династии одрисов. В пользу высокого статуса Спартака на его родине может говорить и сообщение источников о том, что он уже в Италии «по уму и мягкости характера стоял выше своего положения и вообще более походил на эллина, чем можно было ожидать от человека его племени».
Уверенно можно утверждать, что Спартак был свободнорождённым, но позже стал сначала рабом, а потом гладиатором; точной информации о том, когда и как это произошло, в источниках нет. Существуют две основные версии. Аппиан пишет, что Спартак «воевал с римлянами, попал в плен и был продан в гладиаторы»; Луций Анней Флор — что он стал «из фракийца-стипендиария солдатом, из солдата — дезертиром, затем — разбойником, а потом благодаря физической силе — гладиатором». Ряд исследователей принимает версию Аппиана и выдвигает гипотезы о том, когда именно Спартак попал в римский плен. Это могло произойти в 85 году до н. э., когда с медами воевал Луций Корнелий Сулла; в 83 году до н. э., в начале Второй Митридатовой войны; в 76 году до н. э., когда проконсул Македонии Аппий Клавдий Пульхр разбил фракийцев. Существует мнение, что речь должна идти скорее о 80-х годах, чем о 70-х, поскольку у Спартака должно было быть много времени перед восстанием, чтобы побывать рабом и гладиатором и занять видное положение среди своих вынужденных «коллег».
Теодор Моммзен придерживался версии Флора. Он пишет, что Спартак «служил во вспомогательных фракийских частях римского войска, дезертировал, занимался разбоем в горах, снова был схвачен и должен был стать гладиатором». Эмилио Габба предположил, что речь может идти о службе в армии Суллы, когда этот проконсул высадился в Италии, чтобы начать очередную гражданскую войну против марианской партии (83 год до н. э.). В этом случае Спартак служил во вспомогательных конных частях: фракийцы имели репутацию отличных кавалеристов, а вождь восстания, как известно, сражался верхом в своей последней битве. Возможно, он занимал какую-то командную должность. Опыт, полученный Спартаком в рядах римской армии, мог помочь ему впоследствии быстро создать из гладиаторов и рабов дисциплинированное войско.
Если версия Флора верна, Спартак в какой-то момент дезертировал из римской армии — возможно, из-за ссоры с командованием (подтверждением тому может считаться аналогия, проведённая Тацитом между Спартаком и Такфаринатом, «дезертиром и разбойником»). Это могло произойти во время одной из фракийских войн Рима, и тогда «разбой» Спартака должен был заключаться в его переходе на сторону соплеменников и дальнейших действиях против римлян. Если прав Габба и Спартак дезертировал из армии Суллы в Италии, то он должен был перейти на сторону марианцев и мог возглавить конный отряд, который вёл против сулланцев «малую войну». Именно на этом жизненном этапе он мог хорошо изучить италийский театр военных действий. В любом случае фракиец попал в плен, по неизвестной причине не был распят или отдан на растерзание зверям на арене цирка (с перебежчиками и разбойниками обычно поступали именно так), но был обращён в рабство.
Спартака продавали как минимум три раза, причём известно, что первая продажа состоялась в Риме. Диодор Сицилийский упоминает «некоего человека», от которого Спартак получил «благодеяние»; это мог быть первый его господин, оказавший ему некую услугу — например, позволивший находиться на привилегированном положении. Позже фракиец был куплен человеком, который обошёлся с ним жестоко, продав в гладиаторы. Мишулин предположил, что последняя продажа произошла из-за ряда неудачных попыток Спартака бежать. Владимир Никишин, не соглашаясь с этим, обращает внимание на слова Плутарха о том, что по отношению к Спартаку была совершена несправедливость, и на сообщение Марка Теренция Варрона о продаже в гладиаторы «без вины». При этом Мария Сергеенко отмечает, что господин имел полное право направить своего раба в гладиаторы без каких-либо обоснований; по словам Флора, Спартака заставили выступать на арене из-за его физической силы.

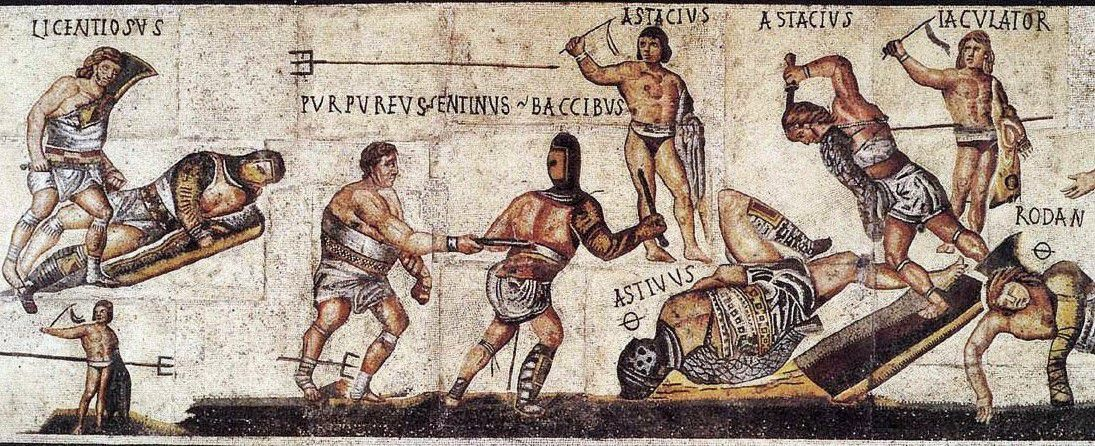
Мозаика с изображением гладиаторов в галерее Боргезе

Владимир Горончаровский предположил, что Спартак стал гладиатором в возрасте примерно тридцати лет, то есть достаточно поздно; впрочем, рекордсмен по этому показателю сражался на арене до сорока пяти лет. В начале своей карьеры Спартак мог выступать в роли мирмиллона — воина, вооружённого коротким мечом (гладиусом), защищённого большим прямоугольным щитом (скутумом), наручным доспехом на правом предплечье (маникой) и беотийским шлемом. Мирмиллоны сражались обнажёнными по пояс. Предположительно со временем Спартак, отличавшийся как силой, так и «выдающейся отвагой», стал одним из лучших гладиаторов в школе Гнея Корнелия Лентула Батиата в Капуе. Доказательством того, что он находился на привилегированном положении, может считаться тот факт, что у него была жена, а значит, ему предоставили отдельную комнату или комнаты. Жена, по данным Плутарха, была посвящена в таинства Диониса и обладала даром пророчества. Увидев однажды змею, обвившуюся вокруг лица спящего супруга, она «объявила, что это знак предуготованной ему великой и грозной власти, которая приведёт его к злополучному концу». Возможно, такой или похожий инцидент действительно имел место и сыграл роль в усилении авторитета Спартака в глазах его товарищей.
Источники ничего не говорят о том, стал ли Спартак рудиарием, то есть получил ли деревянный меч как символ отставки. Впрочем, даже в этом случае он оставался бы рабом. Правда, Сергей Утченко пишет, что Спартак «за свою храбрость… получил свободу», но, по мнению Никишина, здесь советский исследователь был под впечатлением от романа Рафаэлло Джованьоли.
Существуют и альтернативные гипотезы на тему происхождения Спартака, в том числе не связанные с исторической наукой. Так, австралийская писательница Колин Маккалоу, написавшая цикл романов о Древнем Риме, в книге «Фавориты Фортуны» изобразила Спартака как италика. Его отец, зажиточный уроженец Кампании, получил римское гражданство в 90 или 89 году до н. э., а сын начал военную карьеру с низших командных должностей, но был обвинён в мятеже и предпочёл гладиаторское ремесло изгнанию. Он принял вымышленное имя Спартак и сражался на арене во фракийском стиле, а потому зрители считали его фракийцем. По мнению украинского писателя-фантаста и кандидата исторических наук Андрея Валентинова, Спартак мог быть римлянином, вокруг которого объединились бывшие офицеры-марианцы, сделавшие своей целью свержение сулланского режима.

## Спартакова война

### Проблема хронологии
Дату начала восстания Спартака называют только два античных автора — Флавий Евтропий в «Бревиарии римской истории» и Павел Орозий в «Истории против язычников». Это 678 и 679 годы от основания Рима соответственно, то есть, в соответствии с классическим летоисчислением, 76 и 75 годы до н. э. Но Орозий называет имена консулов — «Лукулл и Кассий» (Марк Теренций Варрон Лукулл и Гай Кассий Лонгин), а Евтропий сообщает, что в том году «Марк Лициний Лукулл получил в управление македонскую провинцию». Исходя из этого, исследователи констатировали хронологическую путаницу у обоих авторов и долгое время единодушно считали, что восстание Спартака началось в 73 году до н. э. В 1872 году немецкий учёный Отфрид Шамбах пришёл к выводу, что в действительности это был 74 год до н. э.: по его мнению, Евтропий спутал Варрона Лукулла с Луцием Лицинием Лукуллом, который был консулом годом ранее, а Орозий просто пренебрёг первым годом восстания. Позже советский антиковед Александр Мишулин тоже назвал 74 год, сославшись на то, что согласно Евтропию восстание было подавлено в 681 году от основания Рима, «на исходе третьего года», и на третий же год, по словам Аппиана, получил командование Марк Лициний Красс, воевавший около пяти месяцев.
Оппонент Мишулина А. Мотус в 1957 году опубликовала статью, целиком посвящённую этой проблеме. Её тезисы таковы: Мишулин неправильно перевёл Евтропия, написавшего не «на исходе третьего года», а «на третьем году»; Орозий не мог пренебречь первым годом восстания, так как армия Спартака росла очень быстро; в «Бревиарии римской истории» имеет место «прорыв в годах», так что 678 год Евтропия и 679 год Орозия — это один и тот же год; говоря о назначении Красса, Аппиан имел в виду годичные промежутки между выборами, происходившими летом, а восстание началось весной; наконец, эпитоматор Ливия упоминает в связи с первым годом восстания проконсула Лициния Лукулла. Всё это, по мнению Мотус, должно указывать на 73 год до н. э.
В более поздних работах начало Спартаковой войны датируется 73 годом до н. э. Есть мнения в пользу конца зимы, весны, начала лета.

### Начало восстания
Источники сообщают, что гладиаторы школы Лентула Батиата составили (предположительно в 73 году до н. э.) заговор с целью побега. Толчком к этому стала новость о приближающихся очередных играх, на которых, по словам Синезия Киренского, гладиаторы должны были стать «очистительными жертвами за римский народ». Всего в заговоре приняло участие около двухсот человек. Хозяин узнал об их планах и вовремя принял меры, но часть гладиаторов смогла вооружиться кухонными вертелами и ножами, перебить стражников и вырваться из Капуи на свободу. По разным данным, мятежников было тридцать, шестьдесят четыре, «около семидесяти», семьдесят четыре или семьдесят восемь. В их числе был и Спартак.
Эта маленькая группа направилась к Везувию, а на пути туда захватила несколько повозок с гладиаторским оружием, тут же пущенным в дело. Потом бунтовщики отбили нападение отряда, посланного против них из Капуи, и завладели достаточным количеством воинского снаряжения. Они обосновались в кратере Везувия (на тот момент давно потухшего), начали совершать оттуда набеги на виллы в окрестностях, захватывать продовольствие. Известно, что на этом этапе у восставших было трое предводителей — Спартак и двое галлов, Эномай и Крикс; при этом Аппиан сообщает, что Спартак делил захваченную добычу поровну между всеми, а это предполагает наличие единоначалия и жёсткой дисциплины. Согласно Саллюстию, Спартак с самого начала был «вождём гладиаторов», и некоторые учёные предполагают, что Крикс и Эномай были выбраны ему в «помощники». Мишулин даже предположил, что сама идея побега из школы Батиата возникла именно у Спартака.
Ряды восставших быстро пополнялись рабами и батраками, сбежавшими из расположенных поблизости имений. Власти Капуи, встревоженные происходящим, обратились за помощью к Риму, так что тому пришлось выслать отряд в три тысячи воинов во главе с претором, имя которого источники передают по-разному: Клодий, Клавдий, Клавдий Пульхр, Клавдий Глабр, Вариний Глабр. Боеспособность этого отряда была невысокой: он представлял собой скорее ополчение, чем регулярное войско. Тем не менее претор смог загнать повстанцев на Везувий и заблокировать их там. Его план состоял в том, чтобы заставить беглецов сдаться под угрозой смерти от голода и жажды. Но повстанцы сплели из лоз дикого винограда лестницы, по которым ночью спустились с отвесных скал там, где их не ждали (согласно Флору, спуск происходил «через жерло полой горы»). Потом они напали на римлян и наголову их разгромили благодаря эффекту внезапности. Секст Юлий Фронтин пишет, что «несколько когорт потерпели поражение от семидесяти четырёх гладиаторов», но он явно преуменьшает численность победителей.
Бой у Везувия стал переломным моментом, когда рутинная борьба римских военных частей против шайки беглых гладиаторов и рабов превратилась в полномасштабный конфликт — Спартакову войну. Одержав победу над претором, повстанцы расположились в его лагере, куда стали массами стекаться беглые рабы, подёнщики, пастухи — по словам Плутарха, «народ всё крепкий и проворный». Исследователи предполагают, что к Спартаку присоединились многие италики, в 80-е годы до н. э. воевавшие против Рима. В ходе Союзнической войны больше всего пострадали от римского оружия Кампания, Самний и Лукания; прошло всего девять лет после того, как Луций Корнелий Сулла жестоко расправился с самнитами, так что на территориях, прилегающих к Везувию, наверняка жило множество людей, ненавидевших Рим. В результате Спартак быстро сформировал целую армию, которую постарался сделать организованной военной силой. Предположительно он делил своих воинов по римскому образцу на легионы численностью порядка пяти тысяч воинов каждый, делившиеся в свою очередь на когорты; эти подразделения могли формироваться по этническому признаку. У повстанцев появилась и конница, в которую шли пастухи с угнанными у хозяев конями. Новобранцы проходили обучение — предположительно тоже по римской системе, хорошо известной самому Спартаку и многим его сподвижникам.
Первое время повстанцам катастрофически не хватало оружия; предположительно именно к этому периоду относятся сообщения Саллюстия («…копья калили на огне, которыми, помимо их внешнего вида, необходимого для войны, можно было причинять врагу вред не хуже, чем железом») и Фронтина («У Спартака и его войска были щиты из прутьев, покрытых корой»). Восставшие обтягивали самодельные щиты кожей свежезабитого скота, перековывали на оружие цепи рабов, вырвавшихся из эргастулов, и всё железо, найденное в лагере под Везувием и в окрестностях.

### Против Вариния

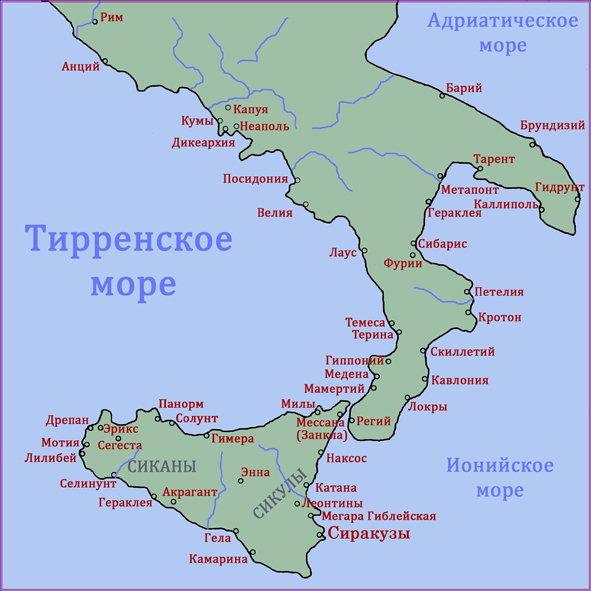
Сицилия и Южная Италия

Римский сенат теперь отнёсся к событиям в Кампании с большим вниманием и направил против Спартака два легиона. Впрочем, боеспособность этой армии оставляла желать лучшего: Рим тогда вёл две тяжёлые войны, с марианцем Квинтом Серторием в Испании и царём Понта Митридатом VI в Малой Азии, и в этих конфликтах были заняты лучшие войска и лучшие полководцы. Усмирять рабов пошли, по словам Аппиана, «всякие случайные люди, набранные наспех и мимоходом». Возглавил их претор Публий Вариний, оказавшийся в конечном счёте не слишком умелым командующим.
Известно, что Вариний имел неосторожность разделить свои войска, и Спартак начал громить их по частям. Сначала он разбил трёхтысячный отряд легата Фурия; потом напал на отряд легата Коссиния, причём нападение было настолько внезапным, что вражеский командир едва не был захвачен в плен во время купания. Позже повстанцы взяли штурмом лагерь Коссиния, а сам легат погиб. В результате у Вариния осталось всего четыре тысячи солдат, которые к тому же страдали из-за начинавшейся зимы и были готовы дезертировать. Сообщения источников о последовавших за этим событиях особенно скудны и не позволяют восстановить полную картину: возможно, Вариний получил какие-то подкрепления и благодаря этому смог осадить лагерь Спартака; восставшие начали испытывать трудности из-за нехватки продовольствия, но Спартаку удалось ночью скрытно вывести армию из лагеря, оставив горящие костры и трупы вместо часовых. Предположительно после этого Вариний отвёл своё войско в Кумы для переформирования, а позже снова напал на лагерь повстанцев. Саллюстий пишет о возникших в связи с этим раздорах: «Крикс и его соплеменники — галлы и германцы — рвались вперёд, чтобы самим начать бой, а Спартак отговаривал их от нападения». В любом случае сражение состоялось, и победили в нём восставшие; сам Вариний потерял коня и едва не попал в плен. После битвы мятежники отдали своему предводителю захваченные фасции, и, по словам Флора, «он их не отверг».
После этой победы Спартак двинулся в Луканию, чтобы пополнить свою армию за счёт многочисленных в этом регионе пастухов. Известно, что благодаря хорошим проводникам повстанцы смогли внезапно выйти к городам Луканские Нары и Форум Анния и занять их. На своём пути они всё грабили и жгли, насиловали женщин, убивали рабовладельцев; «гнев и произвол варваров не знал ничего святого и запретного». Спартак понимал, что такое поведение его воинов может навредить восстанию, настроив против него всю Италию, и пытался с этим бороться. Орозий сообщает, что руководитель восстания приказал похоронить с почестями знатную матрону, которая покончила с собой после изнасилования, и над её могилой были организованы гладиаторские бои с участием четырёхсот пленных.
На этом этапе восстания потерпел поражение ещё один отряд римлян под командованием Гая Торания, квестора Вариния. Больше никто не пытался противостоять Спартаку на юге Италии; повстанцы взяли и разграбили Нуцерию и Нолу в Кампании, Фурии, Консенцию и Метапонт в Лукании. Предположительно уже тогда у них была осадная техника, хотя прямо об этом источники не говорят. Численность восставших к тому моменту существенно выросла: Орозий утверждает, что под командой Крикса тогда было 10 тысяч воинов, а под командой Спартака — втрое больше; Аппиан же говорит о 70 тысячах человек, но этот писатель часто очень вольно обращается с цифрами. Повстанцы остановились на зимовку на обширной равнине — возможно, близ Метапонта. Там они запасали продовольствие и ковали оружие, готовясь к продолжению боевых действий.

### Против консулов
К началу 72 года до н. э. армия Спартака стала, по словам Плутарха, «великой и грозной силой», так что сенату пришлось направить на борьбу с ним обоих консулов — Гнея Корнелия Лентула Клодиана и Луция Геллия Публиколу. У каждого из них было по два легиона, и в общей сложности, учитывая вспомогательные войска, римская армия должна была насчитывать не менее 30 тысяч воинов; известно, что в их числе был молодой нобиль Марк Порций Катон, которого в связи с более поздними событиями стали именовать Утическим.
Единого командования у римлян не было. Историки предполагают, что консулы действовали согласованно и хотели атаковать Спартака с двух сторон в районе Гарганского полуострова. С этой целью Публикола двинулся через Кампанию и Апулию, а Лентул Клодиан — напрямую через Апеннины по Тибуртинской дороге. Чтобы не оказаться меж двух огней, Спартак повёл свою армию на северо-запад. Во время этого похода от него отделился Крикс, под началом которого, по данным Ливия, было 20 тысяч человек, а по данным Аппиана — 30 тысяч. Источники ничего не сообщают о мотивах Крикса. В историографии существуют две точки зрения: у повстанцев мог произойти раскол из-за разных представлений о целях войны либо Крикс должен был, заняв сильную позицию на склоне горы Гарган, создать угрозу для фланга и тыла Луция Геллия.
Спартак двинулся навстречу Лентулу Клодиану и атаковал его армию во время перехода через Апеннины. Это нападение, по-видимому, оказалось неожиданным для противника, и повстанцы нанесли римлянам серьёзные потери, но одержать полную победу не смогли: Лентул занял оборону на одной из возвышенностей. Спартак двинулся к горе Гарган, но ещё до его появления там Луций Геллий успел разгромить Крикса. Последний погиб в бою вместе с двумя третями своих людей. Это стало серьёзным ударом для восставших; тем не менее в новом сражении Спартак разбил Публиколу. Триста римских пленных он заставил сражаться у погребального костра Крикса.
Далее Спартак двинулся вдоль побережья Адриатического моря на север. От Аримина его путь лежал по Эмилиевой дороге к Мутине, стратегически важной крепости, закрывавшей выход в долину реки Пад. Здесь он столкнулся с десятитысячной армией проконсула Цизальпийской Галлии Гая Кассия Лонгина; в сражении последний «был разбит наголову, понёс огромные потери в людях и сам едва спасся бегством». Предположительно после этой победы Спартак перешёл Пад и разбил претора Гнея Манлия, установив таким образом контроль над всей провинцией. Впереди были Альпы; повстанцы могли выбрать один из двух маршрутов — либо через горные перевалы, где прошёл за полтора века до этого Ганнибал, либо по Аврелиевой дороге, соединявшей Лигурию с Нарбонской Галлией. Второй путь был значительно легче, но противник мог перекрыть его даже с небольшим отрядом.
В конце концов Спартак развернул свою армию и снова двинулся в Италию. В историографии нет единого мнения о том, почему восставшие отказались от пути к свободе. Существуют гипотезы, что они испугались трудного пути через Альпы; что они убедились в слабости Рима и теперь хотели окончательно его уничтожить; что они не хотели уходить из Италии, поскольку существенную их часть составляли не рабы и гладиаторы, а местные свободнорождённые жители. Выдвигалось предположение, что Спартак шёл на север, чтобы объединить свои силы с Серторием, но после битвы при Мутине узнал о гибели своего гипотетического союзника.
На момент появления в долине Пада под началом Спартака было не более 25 тысяч человек: его армия должна была существенно поредеть в боях с консулами. В Цизальпийской Галлии число повстанцев снова значительно выросло, в том числе за счёт свободных жителей Транспадании, ещё не получивших римское гражданство. По данным Аппиана, на тот момент под командованием Спартака было 120 тысяч человек, а по данным Евтропия — 60 тысяч. Все эти силы на какое-то время задержались в долине Пада, где новобранцы прошли необходимое обучение. Осенью 72 года до н. э. Спартак снова двинулся на юг.
Узнав об этом, римляне, по словам Орозия, «оказались охвачены не меньшим страхом, чем когда они дрожали, крича, что Ганнибал у ворот». Впрочем, Спартак не пошёл на Рим: он предпочёл движение на юго-восток по знакомому ему пути вдоль адриатического побережья. Чтобы идти максимально быстро, он приказал убить всех пленных, перерезать вьючный скот, сжечь лишние подводы и не принимать перебежчиков. Консулы всё-таки успели преградить ему путь в Пицене, но повстанцы одержали очередную победу.

### Против Красса

События начала 71 г. до н. э.
Силы Спартака
Легионы Красса

Увидев полководческую несостоятельность обоих консулов, римский сенат отрешил их от командования и предоставил чрезвычайный проконсульский империй влиятельному и очень богатому нобилю Марку Лицинию Крассу. Точных датировок нет, но назначение должно было состояться до 1 ноября 72 года до н. э. Красс собрал под своим началом до 60 тысяч воинов, причём существует мнение, что это были «последние ресурсы республики». Для улучшения дисциплины он пошёл на чрезвычайные меры — начал применять децимацию, то есть казнил каждого десятого из числа тех, кто бежал с поля боя.
Новая римская армия преградила путь Спартаку на южной границе Пицена. Один из отрядов повстанцев потерпел поражение в первом же бою, потеряв шесть тысяч человек убитыми и девятьсот человек пленными. Но вскоре два легиона из армии Красса, которыми командовал легат Марк Муммий, в нарушение приказа атаковали восставших и оказались под ударом их главных сил; в результате Спартак одержал убедительную победу. После этого римский командующий занялся переподготовкой своих войск, на время предоставив Спартака самому себе; тот воспользовался этим, чтобы уйти в Южную Италию и закрепиться на границе Лукании и Бруттия, в районе города Фурии.
Позже бои возобновились. Крассу удалось нанести повстанцам серьёзные потери, и после этого Спартак двинулся на самый юг Италии, к Мессанскому проливу. Он планировал переправиться в Сицилию и сделать её новой базой восстания: на острове находилось огромное количество рабов, которые до этого дважды восставали против Рима (в 135—132 и 104—101 годах до н. э.). По словам Плутарха, «достаточно было искры, чтобы восстание вспыхнуло с новой силой». Повстанцы столкнулись с непреодолимыми трудностями, поскольку у них не было флота; Спартак заключил договор о переправе с киликийскими пиратами, но те, взяв деньги, исчезли. Причины неизвестны. Исследователи полагают, что во всём могла быть виновата непогода, либо союзник пиратов Митридат Понтийский не захотел, чтобы восставшие уходили из Италии.
В самом узком месте ширина Мессанского пролива — 3,1 километра. Воины Спартака попытались достигнуть столь близкого противоположного берега на плотах, но потерпели неудачу. Марк Туллий Цицерон в одной из своих речей говорит, что только «доблесть и мудрость храбрейшего мужа Марка Красса не позволили беглым рабам переправиться через пролив»; отсюда историки делают вывод, что проконсул смог организовать какие-то военно-морские силы. Кроме того, стояла уже поздняя осень, и характерные для этого времени штормы тоже должны были помешать повстанцам. Убедившись в невозможности переправы, Спартак решил уйти вглубь Италии, но к тому времени Красс перегородил ему путь 30-километровым рвом через Регийский полуостров, от Тирренского моря до Ионического. Ров был глубиной в четыре с половиной метра, над ним возвышались земляной вал и стена.
Повстанцы оказались заперты на небольшой территории и вскоре начали страдать от недостатка продовольствия. Они попытались пробиться через римскую систему укреплений, но были отброшены. Аппиан утверждает, что они потеряли шесть тысяч человек убитыми во время утренней атаки и ещё столько же вечером, в то время как у римлян было трое убитых и семеро раненых; историки считают это явным преувеличением. После неудачи восставшие изменили тактику, перейдя к постоянным мелким нападениям на разных участках. Спартак пытался спровоцировать противника на большое сражение: в частности, однажды он приказал предать одного из пленных позорной казни через распятие на нейтральной полосе. По данным некоторых источников, он пытался начать переговоры с Крассом (неизвестно, на каких условиях), но тот не пошёл навстречу.
Уже в конце зимы 72—71 годов до н. э. повстанцы совершили прорыв. Дождавшись особенно сильной снежной бури, они ночью засыпали часть рва ветками и трупами и преодолели римские укрепления; третья часть всей армии Спартака (по видимому, это были отборные подразделения) вырвалась на стратегический простор, так что Крассу пришлось оставить свои позиции и двинуться в погоню. Восставшие направились к Брундизию: предположительно они хотели захватить этот город вместе со стоявшими в гавани кораблями и в дальнейшем переправиться на Балканы. Далее они могли уйти либо на север, в земли, не контролируемые Римом, либо на восток, на соединение с Митридатом. Но нападение на Брундизий так и не состоялось. Аппиан пишет, что причиной тому было известие о высадке в этом городе Лукулла; исследователи высказывают мнение, что Брундизий был слишком хорошо укреплён и что Спартак понял это заблаговременно благодаря данным разведки. С этого момента главной целью восставших стал разгром Красса.
Источники приписывают проконсулу стремление как можно быстрее покончить с восстанием из-за скорого возвращения в Италию Гнея Помпея Великого, которому могли достаться лавры победителя в войне. По одним данным, сенат назначил Помпея вторым главнокомандующим по своей инициативе; по другим — Красс сам обратился к сенату с просьбой призвать ему на помощь Помпея из Испании и Марка Теренция Варрона Лукулла из Фракии (время написания этого письма является предметом научной дискуссии). Теперь же, по словам Плутарха, Красс, убедившийся в слабости восставших, «сожалел о своём шаге и спешил окончить войну до прибытия этих полководцев, так как предвидел, что весь успех будет приписан не ему, Крассу, а тому из них, который явится к нему на помощь».
Среди руководства восставших начались раздоры; в результате часть армии во главе с Гаем Канницием и Кастом (согласно Ливию, это были 35 тысяч галлов и германцев) отделилась от Спартака и расположилась в укреплённом лагере у Луканского озера. Красс вскоре напал на этот отряд и обратил его в бегство, но в решающий момент на поле боя появилась армия Спартака, которая заставила римлян отступить. Тогда Красс прибег к хитрости: часть его войск отвлекала основные силы повстанцев, в то время как остальные заманили отряд Канниция и Каста в засаду и уничтожили. Плутарх назвал это сражение «самым кровопролитным за всю войну».
После этого поражения Спартак начал отступать на юго-восток, к Петелийским горам. Погоню за ним возглавили легат Квинт Аррий и квестор Гней Тремеллий Скрофа, которые слишком увлеклись и ввязались в большое сражение. Повстанцы одержали победу; предположительно именно тогда они захватили три тысячи пленных, позже освобождённых Крассом. Этот успех оказался для восстания роковым, поскольку заставил воинов Спартака поверить в свою непобедимость. Они «теперь и слышать не хотели об отступлении и не только отказывались повиноваться своим начальникам, но, окружив их на пути, с оружием в руках принудили их вести войско назад через Луканию на римлян». Спартак разбил лагерь у истоков реки Силар, на границе Кампании и Лукании. Здесь и произошло его последнее сражение.

### Поражение и гибель

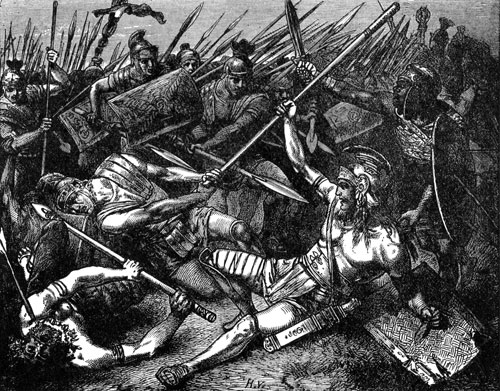
Гибель Спартака. Гравюра Германа Фогеля

Накануне последней битвы Спартак занимал сильную позицию на возвышении, оставив в тылу горы. По данным Веллея Патеркула, под его командованием было 49 тысяч воинов, но эти цифры могут быть завышенными. Красс, прибывший к истокам Силара после дневного перехода, не решился атаковать сразу и начал строительство полевых укреплений; повстанцы начали нападать на римлян на отдельных участках. Наконец, Спартак двинул свою армию на равнину и выстроил для решающего боя (предположительно это была уже вторая половина дня).
Плутарх рассказывает, что перед битвой Спартаку «подвели коня, но он выхватил меч и убил его, говоря, что в случае победы получит много хороших коней от врагов, а в случае поражения не будет нуждаться и в своём». Поскольку из других источников известно, что вождь восставших сражался конным, исследователи предполагают, что здесь речь идёт о традиционном жертвоприношении накануне боя, смысл которого греческий писатель понял неправильно. Предположительно Спартак возглавил отборный кавалерийский отряд, разместившийся на одном из флангов передовой линии.
В схватке на равнине пехота повстанцев, по-видимому, не выдержала натиска римлян и начала отступать. Тогда Спартак возглавил кавалерийскую атаку в тыл врага, чтобы убить Красса и таким образом переломить ход битвы (В. Горончаровский проводит параллели с поведением Гнея Помпея в одном из сражений 83 года до н. э.). «Ни вражеское оружие, ни раны не могли его остановить, и всё же к Крассу он не пробился и только убил двух столкнувшихся с ним центурионов». Возможно, римский командующий оставил в засаде часть своих войск, которая в решающий момент ударила по отряду Спартака и отсекла его от основных сил повстанцев. В схватке вождь восстания погиб. Детали известны благодаря Аппиану, который пишет: «Спартак был ранен в бедро дротиком: опустившись на колено и выставив вперёд щит, он отбивался от нападавших, пока не пал вместе с большим числом окружавших его». Его тело не было найдено.
Предположительно именно о последнем сражении Спартака рассказывала фреска, фрагмент которой был найден в Помпеях в 1927 году. Изображение украшало стену дома жреца Аманда, построенного около 70 года до н. э. Сохранившаяся часть фрески изображает две сцены. Первая — это схватка двух всадников; один догоняет другого и вонзает копьё ему в бедро. Над преследователем была надпись, которую предположительно расшифровывают как «Феликс из Помпей». Над раненым всадником — надпись «Спартакс». На второй части фрески изображены двое пеших воинов, один из которых, судя по его неестественной позе, может быть ранен в ногу.
Всего в этом сражении погибло, по данным эпитоматора Ливия, 60 тысяч повстанцев, но в историографии это число считается завышенным. Римляне же потеряли тысячу человек убитыми.

### Итоги и последствия восстания

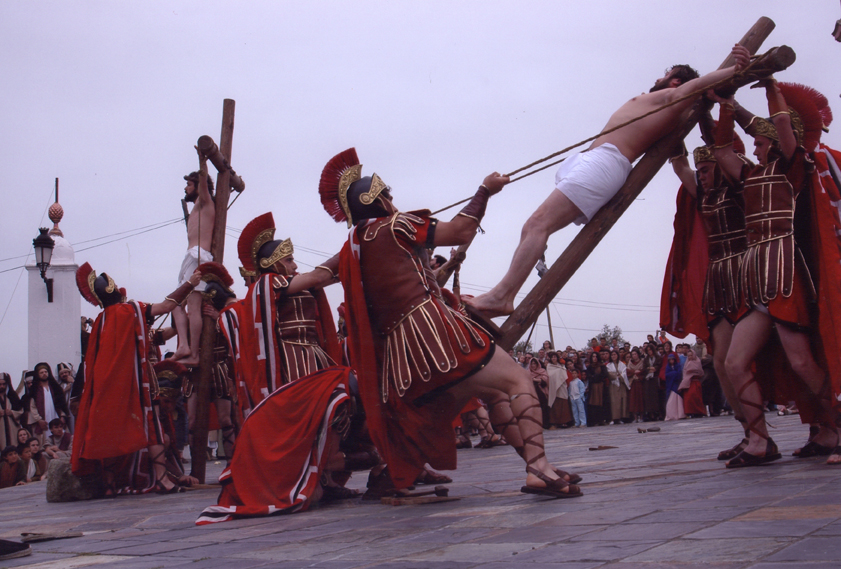
Распятие (реконструкция)

Уцелевшие в битве при Силаре повстанцы отступили в горы. Там они вскоре были настигнуты Крассом и перебиты; шесть тысяч пленных римляне распяли вдоль Аппиевой дороги. Ещё один крупный отряд, в пять тысяч воинов, был уничтожен Гнеем Помпеем в Этрурии. В связи с этим Помпей заявил в письме сенату, что именно ему принадлежит главная заслуга: «В открытом бою беглых рабов победил Красс, я же уничтожил самый корень войны». Такие оценки могли быть широко распространены в римском обществе, и это серьёзно осложнило отношения между двумя полководцами. Тем не менее заслуги Красса были почтены овацией; источники сообщают, что Красс приложил серьёзные усилия, чтобы ему разрешили надеть во время овации вместо миртового венка более почётный лавровый, и добился своего.
В Южной Италии ещё долго скрывались небольшие отряды повстанцев. О новой вспышке войны в Бруттии в 70 году до н. э. сообщает в одной из своих речей Цицерон; в 62 году восставшие смогли занять город Фурии, но вскоре были перебиты Гаем Октавием, отцом Октавиана Августа.
Спартакова война имела серьёзное негативное воздействие на италийскую экономику: существенная часть территории страны была опустошена повстанческими армиями, многие города были разграблены. Существует мнение, что эти события стали одной из важнейших причин сельскохозяйственного кризиса, из которого Риму так и не удалось выйти до самого падения республики. Под влиянием восстания ослабели позиции рабовладельческого хозяйства: богатые люди теперь предпочитали пользоваться услугами не купленных рабов, а рождённых у себя; чаще отпускали рабов на свободу и предоставляли им землю в аренду. Надзор за рабами с этого времени является не только частной проблемой, но и государственной. Соответственно невольники начали превращаться из частной собственности в отчасти собственность государства.
В 70 году до н. э., спустя всего год после разгрома Спартака, цензоры внесли в списки римских граждан всех италиков, получивших теоретические права на этот статус в годы Союзнической войны. Предположительно это было одно из следствий восстания: римляне постарались улучшить положение италиков, чтобы удержать их от новых выступлений.

## Историография

### Античность и средние века
Имя Спартака вскоре после его гибели начали использовать в политической пропаганде. Так, Марк Туллий Цицерон явно проводил аналогию со Спартаком, когда в своей обличительной речи назвал Луция Сергия Катилину «этим гладиатором» (63 год до н. э.). Гипотетическую победу заговорщиков во главе с Катилиной Цицерон изобразил как победу рабов: «Если бы они сделались консулами, диктаторами, царями, им всё-таки неминуемо пришлось бы уступить всё это какому-нибудь беглому рабу или гладиатору». В 44 году до н. э. Марк Антоний уподобил Спартаку юного Гая Октавия (будущего Августа, самовольно набиравшего армию из своих сторонников), а Цицерон — самого Марка Антония. Начиная с I века н. э. Спартака называют в числе главных врагов Рима наряду с Ганнибалом. О его эффектных победах над консульскими армиями вспоминали такие отдалённые во времени поэты, как Клавдий Клавдиан и Сидоний Аполлинарий (V век н. э.):

…Низкий Спартак, в италийской

Области всей беснуяся встарь огнём и железом,

С консулами дерзая толькрат соступатись открыто,

Косных господ вытрясал из станов воинских и в срамной

Пагубе робких орлов рассевал он рабским оружьем.
— Клавдий Клавдиан. Война Поллентская, или Готская, 155—159.
В другой своей поэме Клавдий Клавдиан упоминает Спартака в одном смысловом ряду с мифологическими злодеями Синидом, Скироном, Бусирисом, Диомедом, кровожадным тираном Акраганта Фаларисом, а также Суллой и Луцием Корнелием Цинной.
Немногочисленные сообщения о Спартаке в античных исторических текстах восходят к двум источникам — «Истории» Гая Саллюстия Криспа, написанной в 40-е годы до н. э., и «Истории Рима от основания города» Тита Ливия, написанной при Августе. От первого остался только набор фрагментов, а от соответствующих книг второго — периохи, краткий пересказ содержания. Поэтому основными источниками стали вторичные тексты: «Римская история» Аппиана Александрийского, «Эпитомы римской истории» Луция Аннея Флора, плутархова биография Красса и «История Рима против язычников» Павла Орозия. Во всех этих произведениях восстание рабов изображено в негативном свете, но личность Спартака получила более сложную оценку. Античные авторы отмечают его справедливость при разделе добычи, умение быть благодарным, стремление удержать подчинённых от бессмысленных разрушений, героизм, проявленный в последнем сражении, выдающиеся способности полководца и организатора.
С явной симпатией относился к Спартаку Саллюстий, признававший за вождём восстания высокие человеческие и полководческие качества. Плутарх подчёркивал, что Спартак был больше похож на эллина, чем на фракийца, что в его устах было безусловной похвалой (при этом Красс удостоился от греческого писателя менее лестной оценки). Флор, резко осуждавший повстанцев, признал, что их вождь пал достойно, «как император». Поздний римский историк Евтропий ограничился констатацией, что Спартак и его сподвижники «начали войну отнюдь не легче той, которую вёл Ганнибал».
Античные авторы испытывали определённые трудности, когда пытались отнести восстание Спартака к тому или иному типу военных конфликтов. Исследователи отмечают, что в источниках эти события не причисляют к «рабским войнам» в отличие от двух сицилийских восстаний. Плутарх пишет, что восстание гладиаторов «известно под названием Спартаковой войны». Флор признаётся: «я не знаю, каким именем обозначить войну, которая велась под предводительством Спартака, так как вместе со свободными сражались рабы, а верховодили гладиаторы»; соответствующий раздел он помещает между «Рабской войной» (речь о восстаниях в Сицилии) и «Гражданской войной Мария». С такими трудностями мог столкнуться и Тит Ливий, но периохи дают слишком мало информации по этой проблеме. Предположительно о том же говорит Орозий, когда задаёт риторический вопрос: «…Эти войны, настолько близкие к внешним, насколько же далёкие от гражданских, как, в самом деле, следует называть, если не союзническими, когда сами римляне нигде не называли гражданские войны [войнами] Сертория или Перпенны, или Крикса, или Спартака?»
У средневековых писателей фигура Спартака не вызывала никакого интереса. В течение примерно тысячи лет доступная читателям информация о восстании рабов черпалась из Орозия и Блаженного Августина, причём у последнего Спартак вообще не упоминается. Вот что писал о восставших бойцах Спартака Августин Блаженный:
«Пусть скажут мне, какой помог им бог из состояния маленькой и презираемой разбойничьей шайки перейти в состояние государства, которого пришлось страшиться римлянам со столькими их войсками и крепостями? Уж не скажут ли мне, что они не пользовались помощью Свыше?» Таким образом, Августин распятие воинов Спартака считал предвестием распятия Христа, а восставших — предшественниками Христа и христианских мучеников. Равным образом Иероним Стридонский в своей «Хронике» говорит о «гладиаторской войне в Кампании» (bellum gladiatorum in Campania), не уточняя, кто в ней командовал.

### Новое время
В эпоху Возрождения Спартак оставался малоизвестным персонажем — в том числе и потому, что плутархова биография Красса была не так популярна у читателей, как другие части «Сравнительных жизнеописаний». Тем не менее в течение XVI—XVII веков весь этот труд Плутарха был переведён на ряд основных языков Европы, а в XVIII веке, в эпоху Просвещения, тема рабских восстаний приобрела актуальность. С этого момента Спартак становится символом борьбы против угнетения и за преобразование общества; его имя использовали, чтобы обосновать право людей на вооружённое сопротивление несправедливому гнёту. Так, Дени Дидро в «Энциклопедии» изобразил Спартака как одного из первых борцов за естественные человеческие права (1755 год); Вольтер в одном из писем Сорену назвал восстание гладиаторов и рабов «справедливой войной, действительно единственной справедливой войной в истории» (1769 год). Спартак стал предметом особого интереса учёных в конце XVIII века. До этого он только упоминался в исторических трудах: так, Боссюэ в своём «Рассуждении о всеобщей истории» (1681 год) пишет, что Спартак поднял восстание, поскольку жаждал власти. В 1793 году вышла первая монография о восстании Спартака, написанная Августом Готтлибом Мейснером. Её автор не был профессиональным учёным, но смог критически рассмотреть источники по теме. В отдельных своих произведениях высказывался о восстаниях рабов историк Бартольд Нибур, который относился к освободительной борьбе с явным сочувствием; по его мнению, институт рабства стал одним из тех факторов, действие которых разрушило Римскую республику.

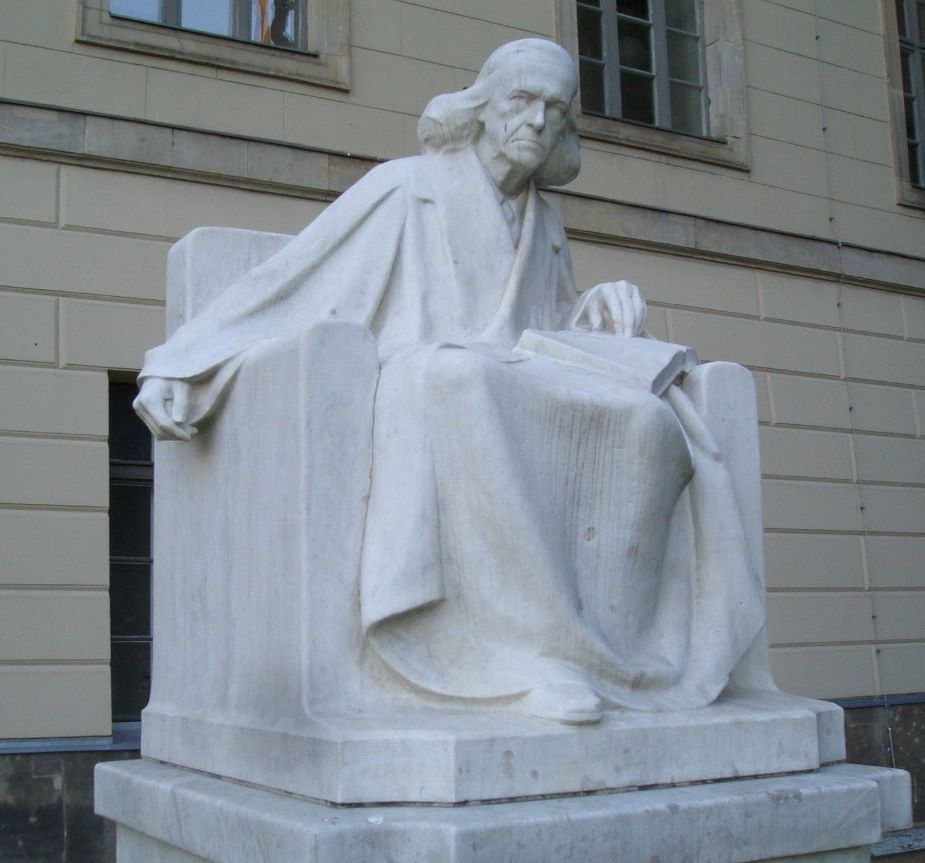
Памятник Теодору Моммзену работы Адольфа Брютта во дворе Берлинского университета

С конца 1840-х годов в изучении восстания Спартака в частности и восстаний рабов в целом обозначились два разных подхода: толчок к появлению первого дали Карл Маркс и Фридрих Энгельс, второй был разработан Теодором Моммзеном. Концепция последнего господствовала в историографии до конца Первой мировой войны. Моммзен полагал, что, начиная с эпохи Гракхов, в Риме происходила затяжная революция (именно так, «Революция», назвал он ту часть своей «Римской истории», действие которой начинается после взятия Карфагена). Учёный был уверен в пагубности института рабства, но рассматривал его в первую очередь как феномен политической, а не социально-экономической жизни; равным образом и «римская революция» для него ограничивалась политической сферой. Восстания рабов, включая Спартакову войну, были для Моммзена яркими симптомами общего кризиса, но не имели самостоятельного значения. Восстание рабов представлялось ему «разбойничьим мятежом», поражение которого предопределили «недисциплинированность кельто-германцев» и отсутствие чётких целей. При этом Моммзен признаёт Спартака «замечательным человеком», продемонстрировавшим таланты военачальника и организатора и «стоявшим выше своей партии». В конечном счёте повстанцы «заставили своего вождя, хотевшего быть полководцем, остаться атаманом разбойников и скитаться бесцельно по Италии, занимаясь грабежом». Это предопределило поражение и гибель Спартака; впрочем, погиб он «как свободный человек и честный солдат».
Маркс и Энгельс не были специалистами по античности и редко высказывались о восстаниях рабов; но уже в их Манифесте Коммунистической партии (1848 год) было заявлено, что вся история человечества — это борьба классов, определяющая и политическую, и социально-экономическую, и духовную сферы. Маркс 27 февраля 1861 года под впечатлением от «Римской истории» Аппиана написал Энгельсу, что Спартак — «истинный представитель античного пролетариата» и «самый великолепный парень во всей античной истории». В наиболее законченном виде ответ марксистов Моммзену был сформулирован в работе Иоганна Моста, посвящённой социальным движениям античности. В ней автор фактически отождествляет свою позицию с позицией восставших и сожалеет о невозможности для античной эпохи всеобщего восстания рабов (ничего подобного не было даже впоследствии в советской историографии). По мнению Моста, национальные различия, о которых писал Моммзен, в условиях жёсткого классового разделения общества теряли своё значение, и это сделало возможной «интернациональную борьбу рабов». Историк выражает своё восхищение талантами и мужеством Спартака, но при этом низко оценивает его окружение. В частности, Крикса и Эномая он считает «агентами Рима», поскольку их уход от Спартака с частью «революционной армии» помог правительственным войскам одержать победу.
Историков-марксистов «поправил» с позиций социологии Макс Вебер в книге «Хозяйство и общество». Он пришёл к выводу, что античные рабы не могли составлять «класс» в марксистском понимании этого слова из-за слишком серьёзной внутренней дифференциации. По этой причине восстания рабов не могли перерасти в революцию и закончиться победой, а целью повстанцев могло быть только получение личной свободы, но ни в коем случае не уничтожение института рабства как такового. Иного мнения был Роберт фон Пёльман, предположивший, что целью Спартака, равно как Евна, было создание «царства справедливости».
Внутри партии германских последователей Маркса, СДПГ, в 1914 году образовалась оппозиционная группа «Интернационал», которая в 1916 году начала издавать газету «Письма Спартака»; в 1918 году эта группа была переименована в «Союз Спартака», а вскоре сыграла важную роль в создании Коммунистической партии Германии. С этого момента имя Спартака было прочно связано с понятием «коммунизм».

### XX—XXI века
Новый период в изучении проблемы начался после 1917—1918 годов, когда коммунисты пришли к власти в России и заявили о себе как о претенденте на власть в Германии. Тема восстания Спартака оказалась крайне политизированной: Советская власть видела в этом движении первую «международную революцию трудящихся», отдалённый прообраз Октябрьской революции. На положение дел в советской исторической науке существенно повлияло одно из выступлений Иосифа Сталина в 1933 году: тогда было сказано, что революция рабов «ликвидировала рабовладельцев и отменила рабовладельческую форму эксплуатации трудящихся». Соответствующие утверждения появились и в трудах по антиковедению, причём речь шла о революции, растянувшейся на пять веков, и о союзе рабов с беднейшим крестьянством. В частности, об этом писал Александр Мишулин, автор книги «Революции рабов и падение Римской республики» (1936 год). По мнению этого исследователя, Спартак боролся за уничтожение рабства и его «революция» вызвала «контрреволюцию Цезаря», то есть переход от Республики к Империи.
Сергей Ковалёв в своей «Истории Рима» (1948 год) поместил рассказ о Спартаковой войне в раздел «Последний подъём революционного движения». По его мнению, восставшие всё-таки не получили поддержку от свободной бедноты и оказались обречены как по этой причине, так и из-за того, что рабовладельческая формация тогда переживала расцвет. Соответственно во II—I веках до н. э., с точки зрения Ковалёва, была не революция, а только революционное движение, которое закончилось поражением со смертью Спартака. Революция же началась позже и победила благодаря союзу «угнетённых классов» с варварами. Учёный пишет: «Трагедия Спартака, как и многих других деятелей истории, состояла в том, что он на несколько столетий опередил своё время».
После начала «оттепели» взгляды советских учёных изменились. Сергей Утченко в 1965 году констатировал, что антиковеды долгое время находились «под гипнозом» сталинской формулы и вследствие этого преувеличивали роль рабов в римской истории, игнорируя простые факты. Он решительно отказался от тезисов о «революции рабов» и о связи между восстанием и переходом к монархии. При этом для Утченко Спартакова война осталась революционным выступлением, следствием которого стала определённая «консолидация господствующего класса».
Позиции учёных других стран и других интеллектуальных течений XX века в ряде случаев тоже трактуются более поздними исследователями как неоправданно модернизаторские и подверженные влиянию различных идеологий. Британский троцкист Франсис Ридлей назвал восстание Спартака «одной из величайших революций в истории», а его вождя — «Троцким рабов» или «Лениным докапиталистической общественной формации». По мнению Ридлея, в античную эпоху рабы противостояли всем свободным, целью восстания было уничтожение рабства, а следствием поражения — победа «фашизма», то есть установление личной власти Цезаря. Немец Ульрих Карштедт, полемизировавший с марксистами и сочувствовавший нацизму, отождествлял восстания рабов с большевистским движением и видел в Спартаковой войне часть «натиска на Рим с Востока».
Впрочем, всегда были и учёные, занимавшиеся академическими исследованиями на тему отдельных аспектов рабских восстаний и не прибегавшие к масштабным аналогиям. В целом уровень идеологизации после Второй мировой войны постепенно снижался, а удельный вес научных работ о Спартаке в общем потоке антиковедческой литературы рос. Оригинальную концепцию создал в монографии «Спартак» итальянец Антонио Гуарино (1979 год), предположивший, что не было никакой «рабской войны»: поскольку к Спартаку присоединялись, помимо рабов и гладиаторов, также пастухи и крестьяне, это было скорее восстание сельской Италии против городской, бедной Италии против богатой. Схожего мнения придерживается Юрий Заборовский, который считает, что повстанцы не смогли бы так долго держаться в Италии, получать продовольствие и вести успешную разведку без активной помощи местного населения. По мнению российского антиковеда А. Егорова, в наиболее законченном виде гипотеза о «двух Италиях» сформулирована в художественной литературе — у Джованьоли и Говарда Фаста.
С точки зрения некоторых учёных, участие в восстании ряда италийских племён, не получивших к 70-м годам римского гражданства, делает эти события «вторым изданием» Союзнической войны. Существуют также гипотезы о тесной связи восстания с римскими гражданскими войнами: так, В. Никишин полагает, что, двигаясь к Альпам в 72 году до н. э., Спартак шёл на соединение с действовавшим в Испании Квинтом Серторием и даже подхватывает предположение А. Валентинова о том, что главной движущей силой этих событий были представители марианской «партии».

## В культуре

### XVIII—XIX века

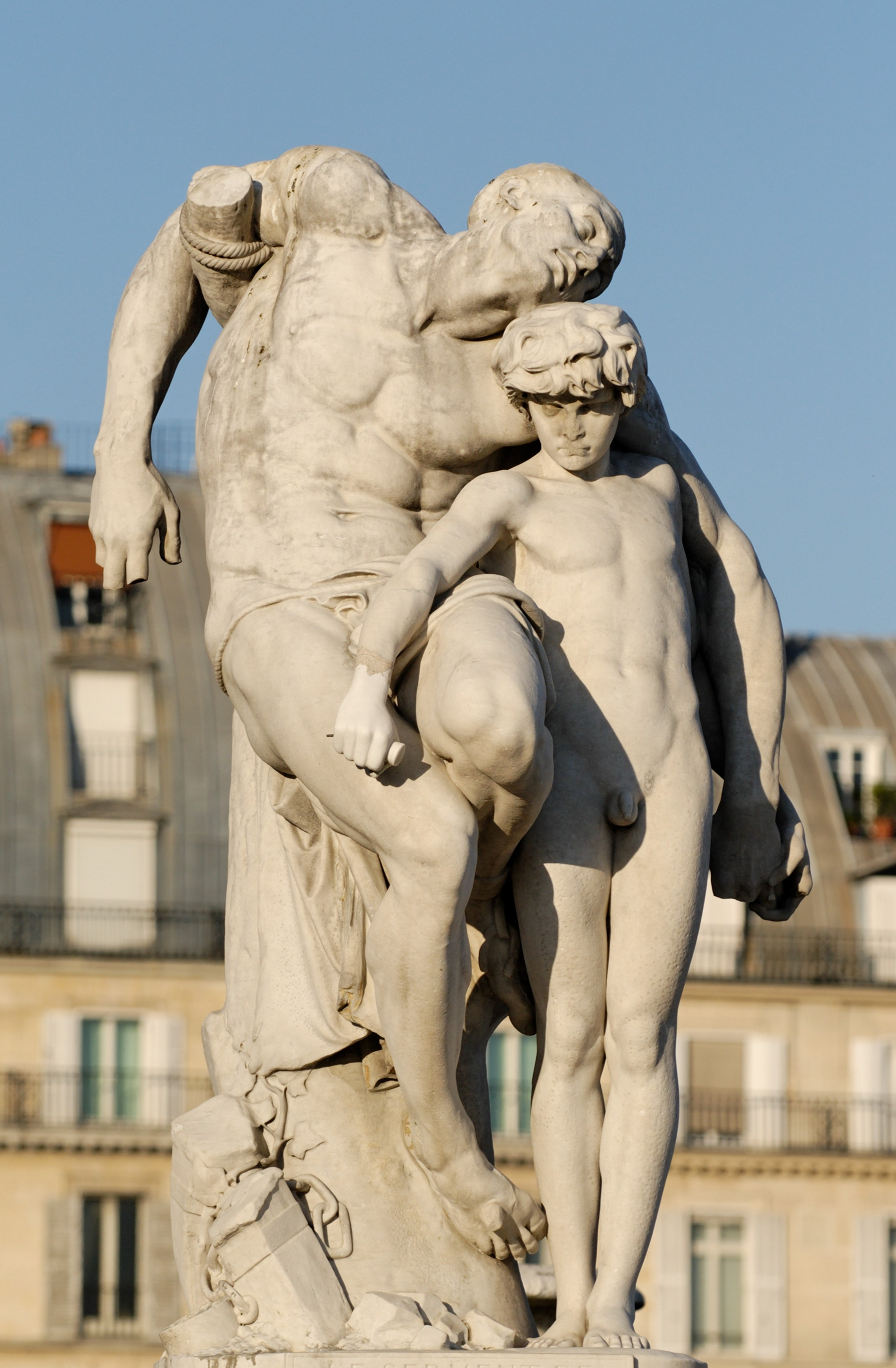
Клятва Спартака. Луи-Эрнест Барриа, Париж, 1871

Спартак появляется в произведениях европейского искусства, начиная с XVIII века. Так, в 1726 году в Вене состоялась премьера оперы итальянского композитора Джузеппе Порсиле «Спартак», в которой главный герой изображён в негативных тонах и прославляется победа римлян. В 1760 году французский драматург Бернар Жозеф Сорен написал трагедию под тем же названием; в ней Спартак — положительный персонаж. Эта пьеса пользовалась большим успехом у французских зрителей до начала XIX века. Во второй половине XVIII века имя Спартака начало звучать и в интеллектуальных кругах Германии. Готхольд Эфраим Лессинг под впечатлением от пьесы Сорена планировал написать трагедию под таким же названием, причём с антитиранической направленностью; правда, был создан только фрагмент (1770 год). Профессор Адам Вейсгаупт, создав в 1776 году в Ингольштадте общество баварских иллюминатов, все члены которого должны были носить античные имена, взял себе имя Спартак. Франц Грильпарцер в 1811 году написал фрагмент драмы под таким названием. В эпоху Наполеоновских войн Спартак стал символом освободительной борьбы против Франции.

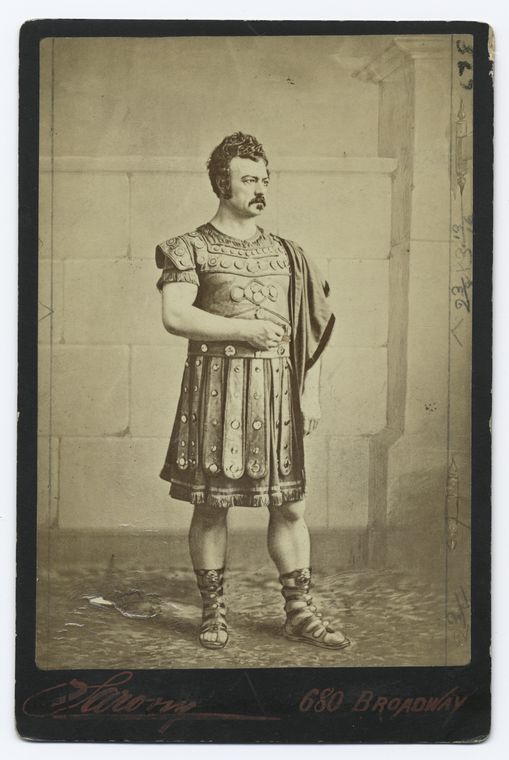
Американский актёр Эдвин Форрест в роли Спартака

Если в рамках французской культуры Спартак воспринимался в первую очередь в контексте борьбы между общественными классами, то немецкие писатели чаще всего использовали этот образ в жанровом пространстве «мещанской трагедии», так что на первый план в пьесах о восстании рабов выходила любовная линия (например, любовь главного героя к дочери Красса). Это правило характерно для драм под названием «Спартак», написанных неким Т. де Сешелем (это псевдоним) и Эрнстом фон Вильденбушем в 1861 и 1869 годах соответственно; для «Патрицианки» Рихарда Фоса (1881 год) и «Прусия» Эрнста Экштайна (1883 год). В целом тема восстания разрабатывалась немецкими писателями очень осторожно. Поворот в осмыслении этого сюжета произошёл только после 1908 года, когда был опубликован написанный в экспрессионистском духе текст Георга Хаймса.
Для французов имя Спартака оставалось в течение всего XIX века связанным с революционными идеями. В одной из французских колоний, на Гаити, произошло восстание рабов, которое впервые в истории закончилось победой; вождя повстанцев, Франсуа Доминика Туссен-Лувертюра, один из его современников назвал «чёрным Спартаком». Скульптора Дени Фуатье Июльская революция 1830 года вдохновила на создание статуи Спартака, установленной рядом с дворцом Тюильри. Ещё одно скульптурное изображение вождя гладиаторского восстания было создано в 1847 году республиканцем Винченцо Вела (швейцарцем по происхождению), использовавшим этот сюжет для пропаганды своих взглядов.
В соседней Италии, переживавшей в XIX веке время национального подъёма и борьбы за объединение страны, Спартаку стали уподоблять видных участников этой борьбы. Так, Рафаэлло Джованьоли в романе «Спартак» (1874 год), изображая заглавного персонажа, отчасти имел в виду Джузеппе Гарибальди. Последний писал Джованьоли: «Вы… образ Спартака — этого Христа-искупителя рабов — изваяли резцом Микеланджело…». Герой романа объединяет всю «бедную Италию» в борьбе с угнетателями; окружённый романтическим ореолом, он ведёт переговоры о союзе с Гаем Юлием Цезарем и Луцием Сергием Катилиной, а возлюбленная Спартака — Валерия, последняя жена Луция Корнелия Суллы. Роман Джованьоли имел большой успех во многих странах, и первые его читатели воспринимали Спартака как революционера. На русский язык книгу перевёл народник и сторонник «пропаганды действием» Сергей Степняк-Кравчинский.
В США имя Спартака получило известность благодаря постановке в 1831 году пьесы Роберта Монтгомери Бёрда «Гладиатор». Изначально в восстании рабов видели отдалённый аналог войны за независимость; в то же время Спартак стал знаковой фигурой для аболиционистов, развернувших свою борьбу против рабства в южных штатах. С ним сравнивали Джона Брауна, который в 1859 году попытался поднять восстание, чтобы добиться отмены рабства, но потерпел поражение и был казнён.

### XX и XXI века
Особенно популярным вождь восстания рабов стал в Советской России. В 1918 году по ленинскому плану монументальной пропаганды планировалась установка памятника Спартаку. 30 июля 1918 года на заседании СНК был рассмотрен составленный под руководством А. В. Луначарского «Список лиц, коим предположено поставить монументы в г. Москве и других городах Рос. Соц. Фед. Сов. Республики». 2 августа окончательный список за подписью В. И. Ленина опубликовали в «Известиях ВЦИК». Список был разбит на 6 частей и содержал 66 имён. В первом разделе, «Революционеры и общественные деятели», под номером один значился Спартак (кроме него из представителей античной истории в список вошли Гракх и Брут).
С начала 1920-х годов сверху активно внедрялся в массовое сознание мифологизированный образ борца за социальную справедливость. В результате улицы и площади Спартака или Спартаковские до сих пор есть в целом ряде российских городов; имя Спартак стало на некоторое время довольно модным (известный носитель — актёр Спартак Мишулин) и употребляется в России и Украине до сих пор. С 1921 года в Советской России проводились спартакиады — спортивные соревнования, которыми изначально предполагалось заменить Олимпийские игры, а в 1935 году было создано спортивное общество «Спартак», давшее начало целому ряду одноимённых клубов и команд в разных видах спорта из разных городов СССР. Самыми известными были два московских «Спартака» — футбольный и хоккейный. Среди болельщиков московского «Спартака» есть группировка, именующая себя «гладиаторами» и использующая в качестве символа гладиаторский шлем. По образцу СССР команды с названием «Спартак» позже появлялись и в странах Восточной Европы, некоторые существуют и сейчас (в Болгарии, Венгрии, Словакии).
Советский писатель Василий Ян к 2000-летию восстания создал повесть «Спартак» в рамках своеобразной полемики с Джованьоли (1932 год). Он выступил против романтизации образа, написав в одной из статей, что в итальянском романе

Спартак выведен не тем суровым, могучим фракийцем…, каким он был по описаниям Аппиана, Плутарха, Флора и других римских историков, а именно «Христом рабов», который, как романтический рыцарь, то и дело краснеет, и бледнеет, и плачет, и одновременно с великим делом освобождения рабов занят любовными чувствами к Валерии — «божественной красавице», аристократке, богатой и знатной патрицианке, жене диктатора Суллы (!), ради которой он бросает свой лагерь (!!) и спешит на трогательное свидание с ней (!!!)… Роман полон и других исторических неточностей, выдумок и натяжек.
— Василий Ян. Путешествия в прошлое.
Повесть Яна, в которой Спартак был изображён как человек великой идеи, «исключительной силы», воодушевлённый «страстью к освобождению рабов и ненавистью к тиранам», оказалась неудачной с художественной точки зрения. К числу литературных произведений на эту тему, написанных на русском языке, относятся также роман Валентина Лескова (1987 год, серия «Жизнь замечательных людей»), поэма Михаила Казовского «Легенда о Перпериконе» (2008 год), детская повесть Надежды Бромлей и Натальи Остроменцкой «Приключения мальчика с собакой» (1959 год). В других странах социалистического лагеря были изданы романы польки Галины Рудницкой «Дети Спартака», чешки Ярмилы Лоукотковой «Спартак», болгарина Тодора Харманджиева «Спартак — фракиец из племени медов». Спартак стал любимым персонажем болгарской поэзии и комиксов.

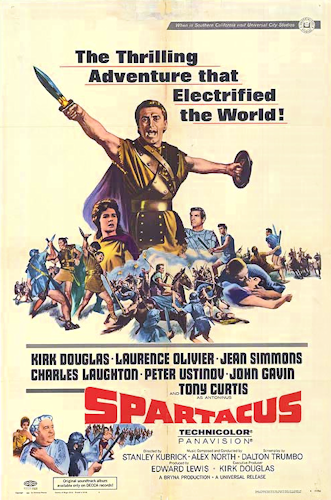
Афиша фильма «Спартак»

На Западе интерес к фигуре Спартака усилился в 1930-е годы благодаря роману британца Льюиса Крассика Гиббона (1933 год). В 1939 году бывший коммунист Артур Кёстлер издал роман «Гладиаторы», в котором постарался в завуалированной форме изобразить советский «Большой террор». Его своеобразным антагонистом стал американский писатель-коммунист Говард Фаст, написавший роман «Спартак» в тюрьме, куда он попал за свои политические убеждения (1951 год). Этот роман стал бестселлером и был переведён на многие языки, а в 1954 году был удостоен Сталинской премии мира. В 1960 году по нему был снят высокобюджетный фильм в Голливуде; режиссёром был Стэнли Кубрик, а главную роль сыграл Кирк Дуглас. И в книге, и в фильме Спартак не погибает в последнем сражении, а оказывается в числе 6 тысяч повстанцев, распятых вдоль Аппиевой дороги.
Фильм Кубрика — только одно из множества кинематографических произведений о Спартаке. Фильмы на эту тему начали снимать не позже 1913 года. В их числе по крайней мере три экранизации романа Джованьоли: итальянская 1913 года (режиссёр Джованни Энрико Видали), советская 1926 года (режиссёр Мухсин-Бей Эртугрул, в роли Спартака — Николай Дейнар), итальянская 1953 года (режиссёр Риккардо Фреда, в роли Спартака — Массимо Джиротти). Выходили на экраны также фильмы «Спартак и десять гладиаторов» — (Италия-Испания-Франция, 1964 год, режиссёр Ник Ностро, в главной роли — Альфредо Варелли), «Спартак» (ГДР, 1976 год, режиссёр Вернер Петер, в роли Спартака — Гойко Митич), мини-сериал «Спартак» (США, 2004 год, режиссёр Роберт Дорнхельм, в главной роли — Горан Вишнич). При этом фильм Кубрика имел наибольший успех, и именно на его основе сформировался канонический для западной культуры образ Спартака.
В 2010—2013 годах на телеэкраны вышел американский сериал «Спартак» (режиссёры Майкл Хёрст, Рик Джейкобсон, Джесси Уарн, в главной роли Энди Уитфилд, позже — Лиам Макинтайр). Его сюжет мало связан с данными исторических источников, но зато действие изобилует жестокими сценами. Специалисты видят в этом проявление общей для фильмов об античности тенденции, проявляющейся в последние годы, — ухода от исторических прообразов к неисторичному, но острому материалу. Тема восстаний рабов и гладиаторов особенно перспективна в рамках этой тенденции, поскольку позволяет оправдывать жестокость персонажей их желанием отомстить.
Спартак стал также героем ряда музыкальных произведений. В частности, это балет на музыку Арама Хачатуряна (1956 год), мюзиклы Джефа Уэйна (1992 год) и Эли Шураки (2004 год).

### Первоисточники
1. Луций Анней Флор. Эпитомы // Малые римские историки. — М.: Ладомир, 1996. — С. 99—190. — ISBN 5-86218-125-3.
2. Аппиан Александрийский. Римская история. — М.: Ладомир, 2002. — 880 с. — ISBN 5-86218-174-1.
3. Афиней. Пир мудрецов. — М.: Наука, 2004. — 656 с. — ISBN 5-02-010237-7.
4. Гай Веллей Патеркул. Римская история // Малые римские историки. — М.: Ладомир, 1996. — С. 11—98. — ISBN 5-86218-125-3.
5. Авл Геллий. Аттические ночи. Книги 1 — 10. — СПб.: Издательский центр «Гуманитарная академия», 2007. — 480 с. — ISBN 978-5-93762-027-9.
6. Диодор Сицилийский. [[Историческая библиотека]]. Сайт «Симпосий». Дата обращения: 30 сентября 2017.
7. Евтропий. Бревиарий римской истории. — СПб.: Алетейя, 2001. — 305 с. — ISBN 5-89329-345-2.
8. Клавдий Клавдиан. Полное собрание латинских сочинений. — СПб.: Издательство СПбГУ, 2008. — 842 с. — ISBN 978-5-288-04569-1.
9. Публий Корнелий Тацит. Анналы // Тацит. Сочинения. — СПб.: Наука, 1993. — С. 7—312. — ISBN 5-02-028170-0.
10. Тит Ливий. История Рима от основания города. — М.: Наука, 1994. — Т. 3. — 768 с. — ISBN 5-02-008995-8.
11. Павел Орозий. История против язычников. — СПб.: Издательство Олега Абышко, 2004. — ISBN 5-7435-0214-5.
12. Плиний Старший. [[Естественная история (Плиний)|Естественная история]]. Дата обращения: 16 сентября 2017.
13. Плутарх. Сравнительные жизнеописания. — М.: Наука, 1994. — ISBN 5-02-011570-3. — ISBN 5-02-011568-1.
14. Гай Саллюстий Крисп. История. Дата обращения: 26 сентября 2017.
15. Гай Светоний Транквилл. Жизнь двенадцати цезарей // Светоний. Властелины Рима. — М.: Ладомир, 1999. — С. 12—281. — ISBN 5-86218-365-5.
16. Марк Туллий Цицерон. Речи. — М.: Наука, 1993. — 848 с. — ISBN 5-02-011168-6.
17. Секст Юлий Фронтин. Военные хитрости. Сайт «ХLegio». Дата обращения: 22 сентября 2017.

### Исследования
1. Горончаровский В. Спартаковская война. — СПб.: Петербургское востоковедение, 2011. — 176 с. — ISBN 978-5-85803-428-6.
2. Грималь П. Цицерон. — М.: Молодая гвардия, 1991. — 544 с. — (Жизнь замечательных людей). — ISBN 5-235-01060-4.
3. Егоров А. Юлий Цезарь. Политическая биография. — СПб.: Нестор-История, 2014. — 548 с. — ISBN 978-5-4469-0389-4.
4. Ковалёв С. История Рима. — М.: Полигон, 2002. — 864 с. — ISBN 5-89173-171-1.
5. Коптев А. В. Несколько замечаний о восстании Спартака. Сайт «История Древнего Рима» (2001). Дата обращения: 30 сентября 2017.
6. Луначарский А. В. Воспоминания и впечатления / сост., предисл. и примеч. Н. А. Трифонова. — М.: Советская Россия, 1968. — 377 с.
7. Любимова О. Письмо Красса о вызове Помпея и М. Лукулла против Спартака: время и обстоятельства написания // Вестник гуманитарного университета. — 2013. — № 2. — С. 73—84.
8. Мишулин А. Революции рабов и падение Римской республики. — М.: Правда, 1936. — 112 с.
9. Мишулин А. Спартак. — М.: Учпедгиз, 1950. — 146 с.
10. Моммзен Т. История Рима. — Ростов-на-Дону: Феникс, 1997. — Т. 3. — 640 с. — ISBN 5-222-00047-8.
11. Мотус А. О датировке начала восстания Спартака // Вестник древней истории. — 1957. — № 3. — С. 158—166.
12. Никишин В. О биографии Спартака до начала «рабской войны» // Studia historica. — 2009. — № IX. — С. 98—105.
13. Оскоцкий В. Уроки мастера. Творческий путь Василия Яна (В. Г. Янчевецкого) // Ян В. Собрание сочинений. — 1989. — Т. 1. — С. 5—40.
14. Сергеенко М. Е. Жизнь Древнего Рима / науч. ред. А. В. Жервэ. — СПб.: Издательско-торговый дом «Летний Сад»; Журнал «Нева», 2000. — 368 с. — ISBN 5-89740-026-1.
15. Утченко С. Древний Рим. События. Люди. Идеи. — М.: Наука, 1969. — 324 с.
16. Утченко С. Кризис и падение Римской республики. — М.: Мысль, 1965. — 288 с.
17. Филдс Н. Восстание Спартака. Великая война против Рима. 73—71 годы до н. э.. — М.: Эксмо, 2011. — 94 с. — ISBN 978-5-699-47335-9.
18. Хёфлинг Г. Римляне, рабы, гладиаторы. Спартак у ворот Рима. — М.: Мысль, 1992. — 270 с. — ISBN 5-244-00596-0.
19. Чернышёв Ю. «Кто был ничем, тот станет всем» (к вопросу об идеологии восстаний рабов во II—I вв. до н. э.) // Античный полис. Проблемы социально-политической организации и идеологии античного общества: Межвузовский сб. / ред. Э. Д. Фролов. — СПб.: СПбГУ, 1995. — С. 155—166. — 167 с.
20. Этьен Р. Цезарь. — М.: Молодая гвардия, 2009. — 299 с. — (Жизнь замечательных людей). — ISBN 978-5-235-03302-3.
21. Danov C. Einige beachtenswerte Wesenszüge des Spartakusaufstandes und seines Anführers // Antiquitas. — 1983. — № X. — С. 9—14.
22. Gabba E. Commento // Appiani bellorum civilium liber primus. — 1958.
23. Historische Gestalten der Antike. Rezeption in Literatur, Kunst und Musik / Peter von Möllendorff, Annette Simonis, Linda Simonis. — Stuttgart: Metzler, 2013. — 1183 с. — ISBN 978-3-476-02468-8.
24. Hughes D. The Complete Kubrick. — Random House, 2013. — P. 70. — 320 p. — ISBN 978-1-4481-3321-5.
25. Jähne A. Spartacus. Kampf der Sklaven. — Berlin: Veb Deutscher, 1986. — 192 с. — ISBN 978-3326000695.
26. Knippschild S., Morcillo M. Seduction and Power: Antiquity in the Visual and Performing Arts. — EBL ebooks online. — A&C Black, 2013. — P. 61. — 312 p. — ISBN 978-1-4411-9065-9.
27. Münzer F. Spartacus // Paulys Realencyclopädie der classischen Altertumswissenschaft. — Stuttgart: Metzler, 1929. — Bd. II, 6. — S. 1528—1536.
28. Raiht W. Spartacus. — Berlin: Verlag Klaus Wagenbach, 1981. — 176 с. — ISBN 3-8031-2084-5.
29. Richards J. Hollywood’s Ancient Worlds. — A&C Black, 2008. — P. 72. — 227 p. — ISBN 978-1-84725-007-0.
30. Rubinsohn W. Die grossen Sklavenaufstände der Antike. — Darmstadt: Wissenschaftliche Buchgesellschaft, 1993. — 242 с. — ISBN 3-534-08807-7.
31. Velkova Z. Der Name Spartacus // Spartacus : Symposium Rebus Spartaci Gestis Dedicatum 2050 A., Blagoevgrad, 20—24.IX.1977. — 1981. — С. 195—198.
32. Ziegler K. Die Herkunft des Spartacus // Hermes. — 1955. — № 83. — С. 248—250.